# P. J. Williams
Kenneth Lamar „P. J.“ Williams (* 1. Juni 1993 in Ocala, Florida) ist ein ehemaliger US-amerikanischer American-Football-Spieler in der National Football League (NFL). Er spielte für die New Orleans Saints als Cornerback.

## College
Williams besuchte die Florida State University und spielte für deren Mannschaft, die Seminoles, äußerst erfolgreich College Football. Mit seinem Team gewann er dreimal die ACC und 2014 sogar die Landesmeisterschaft. Er konnte insgesamt 120 Tackles setzen, einen Sack erzielen und 18 Pässe verhindern. Außerdem gelangen ihm vier Interceptions.

## NFL
Williams wurde beim NFL Draft 2015 in der dritten Runde als 78. Spieler von den New Orleans Saints ausgesucht. Aufgrund seiner Leistungen auf dem College und beim NFL Combine gingen die Experten von einer deutlich früheren Wahl aus, doch nur wenige Wochen zuvor wurde er wegen Fahren unter Einfluss psychoaktiver Substanzen vorübergehend inhaftiert, nachdem er im Oktober 2014 nur knapp einer Anzeige wegen Unfallflucht entgangen war.
Seine Profikarriere war zunächst von schweren Verletzungen geprägt. Er zog sich in der Vorbereitung eine schwere Muskelverletzung zu und musste die gesamte Saison 2015 auf der Injured Reserve List verbringen.
2016 war die Spielzeit bereits nach zwei Partien für ihn zu Ende, nachdem er im Spiel gegen die New York Giants eine schwere Gehirnerschütterung erlitt.
In den folgenden beiden Jahren kam er regelmäßig zum Einsatz und 2018 konnte er im Spiel gegen die Minnesota Vikings sogar einen Touchdown erzielen.
2019 wurde er wegen der Einnahme verbotener Substanzen, er war wenige Tage nach dem Ausscheiden der Saints im NFC Championship Game offensichtlich alkoholisiert von der Polizei angehalten und nachdem er eine Atemalkoholbestimmung verweigert hatte kurz in Haft genommen worden, von der Liga für zwei Spiele gesperrt.